# Orchestration
Cet article concerne la science musicale. Pour la signification informatique du terme, voir Orchestration (informatique).
L’orchestration est la science musicale qui décrit les règles de distribution des différentes parties ou voix à exécuter aux instruments correspondants. Autrement dit, le compositeur en train d'« orchestrer » distribue consciemment sa musique aux instruments d'après le résultat sonore qu'il souhaite obtenir.

## Étapes dans une orchestration
Ivan Jullien classe dans les catégories suivantes le travail d'orchestration à partir d'une composition avec ses progressions harmoniques (composition originale ou œuvre existant sous une autre forme auquel cas l'orchestration est une forme de transcription) :
- l'arrangement qui est un conducteur en une, deux, trois ou quatre portées avec des découpages mélodiques comprenant des modifications ou enrichissements mélodiques, des ajouts de contre-chant, des idées rythmiques, des effets etc. L'arrangement serait encore un brouillon.
- l'instrumentation qui porte sur le choix des instruments et des chanteurs, tenant compte de leur tessiture et de leurs capacités.
- l'orchestration qui dispose ces instruments et chanteurs en assemblant avec goût les pupitres et en dosant les interventions pour éviter que tous ne jouent pas tout le temps[1].

## Traités d'orchestration notoires
- Michael Praetorius: Syntagma musicum volume 2, De Organographia (1619)[2]
- Valentin Roeser : Essai de l'instruction à l'usage de ceux, qui composent pour la clarinette et le cor (1764)
- Hector Berlioz : Grand traité d'instrumentation et d'orchestration modernes (1844[3] ou 1855[4])
- François-Auguste Gevaert : Traité général d'instrumentation (1863)[5]
- Émile Tavan : Méthode pratique d'orchestration symphonique (1887)[6]
- Charles-Marie Widor : Technique de l'orchestre moderne (1904) [7]
- Nikolaï Rimski-Korsakov : Основы оркестровки (Principes d'orchestration) (1908)[4],[8]
- Cecil Forsyth : Orchestration (1914)[9]
- Charles Koechlin : Traité de l'orchestration (4 vols) (1943)[4]
- Alfredo Casella et Virgilio Mortari :  Technique de l'orchestre contemporain (1948)[4]
- Walter Piston : Orchestration (1955)
- Désiré Dondeyne : Traité d'orchestration à l'usage des harmonies et fanfares
- Ivan Jullien et Jean-Loup Cataldo : Traité d'instrumentation (comprenant les instruments classiques, les synthétiseurs et les instruments virtuels) et Traité d'orchestration jazz (pupitres séparés et grand orchestre)
- Samuel Adler : Etude de l'orchestration